# 北方領土問題対策協会
独立行政法人北方領土問題対策協会（ほっぽうりょうどもんだいたいさくきょうかい、Northern Territories Issue Association）は、独立行政法人北方領土問題対策協会法（平成14年法律第132号）で規定される内閣府及び農林水産省所管の中期目標管理法人たる独立行政法人である。東京都台東区北上野に主たる事務所を置く。「北対協」と略される。
同法では、いわゆる「北方領土問題」の対象となる歯舞群島・色丹島・国後島・択捉島をまとめて呼称する用語として第3条第1項で「北方地域」の総称を用いており、以下本項目でも同様に表記する。

## 目的
北方領土問題その他北方地域に関する諸問題についての国民世論の啓発並びに調査研究を行うとともに、北方地域の元島民に対し援護を行うことにより、その解決の促進を図る。
北方地域旧漁業権者等に対する特別措置に関する法律（昭和36年法律第162号）に基づき、戦前に北方地域近海に漁業権・入漁権を有していた者及びその子並びに孫らに対し、漁業その他の事業及び生活に必要な資金を融通することにより、これらの者の事業の経営と生活の安定を図る。

## 沿革
- 1961年（昭和36年）12月 北方地域旧漁業権者等の営む漁業その他の事業資金を低利で融通しその生活の安定の図る事を目的として「特殊法人北方協会」が設立。
- 1970年（昭和45年）10月 「北方協会」の業務全部及び「南方同胞援護会」（1973年3月解散）の業務の一部を継承し、「特殊法人北方領土問題対策協会」が設立。
- 2003年（平成15年）10月 「特殊法人北方領土問題対策協会」の業務を継承し、「独立行政法人北方領土問題対策協会」が設立。
- 2025年（令和7年）4月7日 ロシア最高検察庁が北方領土問題対策協会を「好ましからざる団体」に指定したと発表[3][4]。

## 拠点

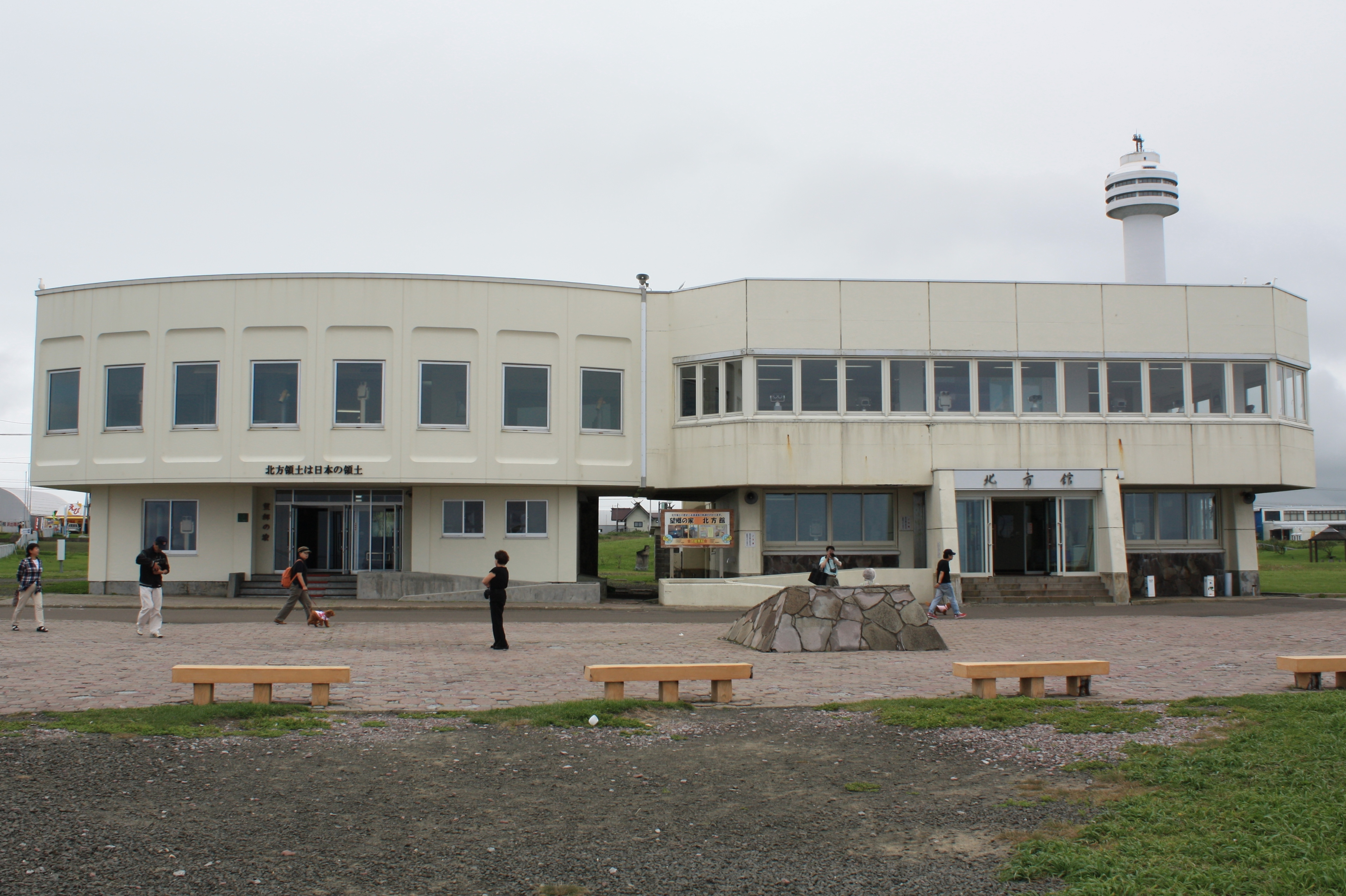
北方館（北海道根室市）

### 事務所
- 東京事務所 〒110-0014 東京都台東区北上野一丁目9番12号 住友不動産上野ビル9階
- 札幌事務所 〒060-0005 北海道札幌市中央区北5条西6丁目2番地2 札幌センタービル16階

### 関連施設
- 北方館 〒087-0165 北海道根室市納沙布36-6 望郷の岬公園内
- 別海北方展望塔 〒086-1641 北海道野付郡別海町尾岱沼5番地27（運営は別海町）
- 羅臼国後展望塔 〒086-1834 北海道目梨郡羅臼町礼文町32-1（運営は羅臼町）

## 業務内容
世論の啓発
北方領土問題（一部竹島問題を含む）の啓発活動を目的に都道府県単位で青年・婦人・労働・経済団体・行政機関等によって構成されている「北方領土返還要求運動都道府県民会議」及び返還要求運動に取り組む民間団体などに対し、情報提供や講演会や研修会での講師派遣、啓発資料の配布などを行い活動を支援する。
また、上記都道府県民会議や地方行政機関などとの連携を強化するため、すべての都道府県において知事の推薦による「推進委員」を委嘱し、地方における返還運動の推進を行う。
この他、「北方館」など北方領土問題の学習拠点の整備や、青少年・教育関係者を対象とした研修会の開催、パンフレット・ポスター・映像資料などの啓発資料の作成を行う。
北方四島交流事業
「ビザなし交流」と呼ばれる。北方領土問題の解決の重要性や問題における日本の立場をロシア側に理解させる事を目的に、北方地域元居住者や返還運動関係者（前述の都道府県民会議からの推薦者）らを対象とした北方地域への訪問交流事業を行っている。併せて、北方地域在住ロシア人を日本の各都市に招き、対話集会や市民交流を通じ返還に伴う在住ロシア人の不安や障害を取り除くと同時に、日本国民に北方領土問題を認知させる取り組みも行う。
これは1993年から北方四島交流推進全国会議が行っていたものであるが、2003年の同会議廃止後、本協会が事業を引き継ぐ。
調査研究事業
北方領土問題に関する資料を収集するとともに、北方領土問題を含む日露関係に関する研究者らによって構成される「北方領土問題研究会」を開催し、歴史的・政策的見地からの研究を行っている。また、かつては年に一度、全国各地で内外の専門家を招き国際シンポジウムを開催していたが、その後休止する。
元島民に対する支援・融資事業
北方地域に戦前生活の拠点を有していた人（居住者や漁業権者）に対する支援を行っている。1998年に日露間で合意された「モスクワ宣言」に基づき、元島民並びにその配偶者及び子を対象とした「自由訪問」を千島歯舞諸島居住者連盟に委託し実施している。
また、戦前北方地域に6か月以上居住していた人や漁業会の会員や漁協の組合員として北方地域の海域に漁業権を有していた人に対して、農林漁業の設備資金、経営資金（主に漁協に対して）、修学資金や住宅資金などを低利で貸し出している。1945年の終戦時には19,435名いたこれらの対象者は、2003年現在8,920名（後継者を除く）である。